# Can Cuiàs
Can Cuiàs is een station van de metro in Barcelona. Het is gelegen in de gelijknamige wijk in de gemeente en voorstad Montcada i Reixac, onderdeel van de Metropool Barcelona. Dit station is de noordelijke terminus van metrolijn L11. Het station is gelegen in de tariefzone 1. Het station bedient de woonwijk, een nabijgelegen ambachts- en groothandelzone en het winkelcentrum Mercadona.
Het station is in de herfst van 2003 geopend. De sporen en perrons liggen ondergronds. Het station heeft drie niveaus: Het hoogste niveau is een lobby, toegankelijk via lift, roltrap en trappen vanop het kruispunt van de Carrer de la Circumval·lació met de Passatge Wagner. Deze lobby heeft kaartautomaten en toegangscontroledeuren. Een niveau lager is een andere lobby, met gelijkgrondse toegang vanaf de lager gelegen Carrer del Tapissers. In deze lobby is naast de machines en deuren ook een controlecentrum. Het onderste niveau bevat de sporen met twee zijperrons.  Enkel het westelijk perron wordt voor deze terminus evenwel gebruikt, het spoor aan het oostelijke perron wordt gebruikt voor het parkeren van reservetreinen en dit perron is niet toegankelijk voor het publiek. Om de drie niveaus met elkaar te verbinden zijn er twee liften, roltrappen en een trap.
Om toe te laten dat lijn 11 met treinstellen zonder bestuurder kan rijden worden de sporen sinds 28 oktober 2008 van het perron gescheiden door glazen wanden met acht automatische toegangsdeuren die enkel openen wanneer achterliggend een metrostel aanwezig is.
Met inspraak van de lokale gemeenschap werd als kunstwerk in het station een creatie van Turisme Tàctic geplaatst, het betreft een reeks keramische panelen die de geschiedenis van het gebied van de neolithische periode tot heden belichten.
Trinitat Nova · Casa de l'Aigua · Torre Baró | Vallbona · Ciutat Meridiana · Can Cuiàs